# La Rochebeaucourt-et-Argentine
La Rochebeaucourt-et-Argentine är en kommun i departementet Dordogne i regionen Nouvelle-Aquitaine i sydvästra Frankrike. Kommunen ligger i kantonen Mareuil som tillhör arrondissementet Nontron. År 2022 hade La Rochebeaucourt-et-Argentine 331 invånare.

## Befolkningsutveckling
Antalet invånare i kommunen La Rochebeaucourt-et-Argentine
Referens:INSEE